# The xx
The xx sono un gruppo musicale indie pop britannico, formatosi nel 2005 a Wandsworth, nel sud-ovest di Londra.

## Storia del gruppo

### Esordi e formazione
I quattro membri originali della band si incontrano alla Elliott school, nota per aver ospitato alcuni gruppi e musicisti quali Hot Chip, Burial e Four Tet. Dall'iniziale formazione a quattro si trasformano in un trio dopo l'abbandono della tastierista e chitarrista Baria Qureshi, motivo che costrinse la band a disdire numerosi live.
Oliver Sim e Romy Madley-Croft si conoscevano già da molti anni e hanno iniziato a suonare insieme nel 2005. A loro si è aggiunto nel 2009 Jamie Smith.
Il nome «The xx» è stato scelto dal gruppo per vari motivi:
- alla pubblicazione del primo album di debutto tutti i membri della band avevano già compiuto i 20 anni, che in numero romano è indicato da XX;
- l'assonanza con la parola inglese «excess» (trad. «eccesso»), che si pronuncia in modo simile al nome del gruppo;
- ricorda anche la sigla che caratterizza il mondo pornografico, ossia XXX, attribuendo maggiore ambiguità al nome.

### L'album d'esordio:xx
Il loro album di debutto, xx, è stato pubblicato dalla Young Turks Record il 19 agosto 2009. Nel frattempo la band ha lavorato con Diplo e Kwes. xx è stato prodotto dalla band stessa e mixato da Jamie Smith e Rodaidh McDonald. È stato registrato in un piccolo garage attiguo allo studio della casa discografia indipendente XL Recordings, spesso di notte, fattore che ha contribuito alla formazione dell'atmosfera elegante dell'album. La band è andata in tour con Big Pink e Micachu.
Il loro singolo Crystalised è stato designato singolo della settimana da iTunes nel Regno Unito il 19 agosto 2009. Il loro brano Intro è stato usato spesso durante i filmati delle olimpiadi invernali Vancouver 2010 ed alla fine del film Project X - Una festa che spacca. È anche la colonna sonora della pubblicità Ferrero Rocher di dicembre 2013. Inoltre il brano VCR è stato usato in una puntata della serie televisiva Lie to Me e in un episodio della serie televisiva "Luna Park". Il brano Islands è stato utilizzato in una puntata della serie TV, vincitrice del Golden Globe, Grey's Anatomy, oltre che in un episodio della trasmissione automobilistica britannica Top Gear (stagione 21, episodio 5). Infine il brano Shelter è stato usato in un episodio della sesta stagione della serie televisiva statunitense Gossip Girl e nel film Sono il Numero Quattro. Il brano Fiction è stato invece utilizzato in un episodio della serie Suits.
La band è stata scelta da Matt Groening per esibirsi al festival All Tomorrow's Parties, che si è svolto a Minehead nel maggio del 2010. Oltre a questo la band si è esibita in 5 festival rock in Nord America: Coachella, Sasquatch, Bonnaroo, Lollapalooza e l'Austin City Limits.
Nel settembre 2010 l'album xx ha vinto il Mercury Prize ed ha riscontrato successivamente un ulteriore successo, raggiungendo la posizione numero 3 della Official Albums Chart. Inoltre il gruppo è stato in nomination nel 2011 ai BRIT Awards in tre categorie: Best British Album, Best British Breakthrough e Best British Band.
La canzone Intro del loro album d'esordio è stata utilizzata nel 2014 da Sky Sport come sigla del programma Federico Buffa racconta Storie Mondiali, dieci episodi condotti dal giornalista milanese che racconta alcuni episodi storici dei Mondiali di calcio, nei quali intreccia sport, storia e musica.
Il brano Missing viene riprodotto più volte all'interno del film L'attesa di Piero Messina.

### Coexist
Nel giugno del 2012, annunciano il loro secondo album Coexist, che viene pubblicato il 10 settembre seguente. Il 16 luglio 2012, annunciano e pubblicano Angels come singolo di debutto tratto da Coexist.
Il 3 settembre 2012, pochi giorni prima l'uscita dell'album, rendono disponibile il loro album in streaming attraverso il loro sito web ufficiale. A settembre annunciano il loro primo tour nordamericano, che parte il 5 ottobre a Vancouver, in Canada, passando poi attraverso tutti gli Stati Uniti fino in Messico.
Nel 2013 il gruppo tiene un'altra serie di concerti in Europa. Inoltre, sempre nel 2013, il gruppo riceve una nomination ai BRIT Awards nella categoria Best British Group. Nell'aprile 2013 gli xx contribuiscono con la canzone Together alla colonna sonora del film Il grande Gatsby di Baz Luhrmann.

### I See You
Nel maggio 2014 il gruppo rivela di essere al lavoro in previsione di un nuovo album; tuttavia, dopo circa un anno, nel maggio 2015, Jamie xx ha pubblicato il suo primo album da solista In Colour.
Soltanto nel periodo ottobre-novembre 2016 si hanno notizie più dettagliate sul terzo disco del gruppo. Poco dopo, nel novembre, viene anche diffuso il singolo On Hold. Il video del brano è stato girato a Marfa, in Texas, da Alasdair McLellan.
Il 2 gennaio 2017 viene pubblicato il secondo singolo estratto, Say Something Loving, atto ad anticipare il progetto I See You, che esce il 13 gennaio seguente. Quest'ultimo viene accolto da un grande apprezzamento da parte della critica musicale e si colloca in cima alle classifiche australiane e britanniche.
Il 20 febbraio 2017 si esibiscono in Italia al Forum di Assago. Il giorno prima, nel corso della loro partecipazione al programma televisivo Che tempo che fa (Rai 3), annunciano altre due date in Italia previste per il mese di luglio 2017 a Firenze e Roma.

## Influenze
La band ha citato diversi gruppi ed artisti quali influenze musicali: tra questi vi sono The Slits, Siouxsie and the Banshees, Joy Division, Yazoo, Eurythmics, New Order, The Cure, CocoRosie e Cocteau Twins.

## Formazione

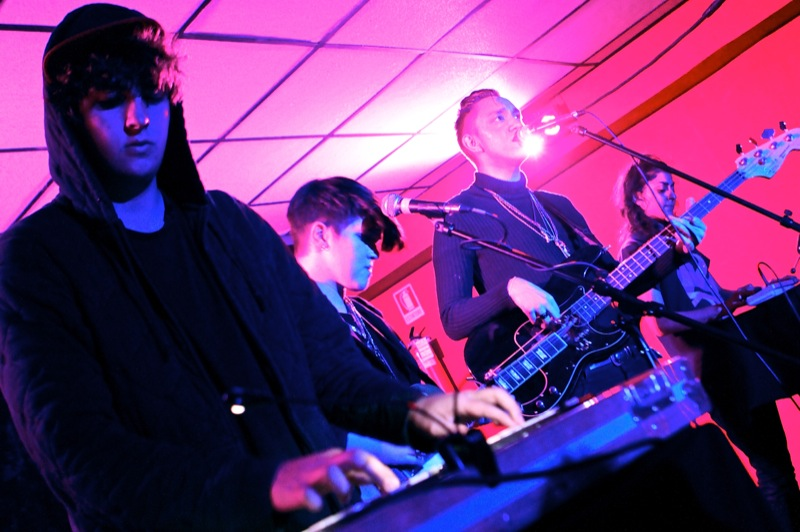
Gli xx al La Casa 139, Milano, nel 2009.

### Formazione attuale
- Romy Madley Croft – voce, chitarra (2008-presente)
- Oliver Sim – voce, basso (2008-presente)
- Jamie xx – batitto, tastiere, batteria (2008-presente)

### Ex componenti
- Baria Qureshi – chitarra, tastiere (2008-2009)

## Discografia

### Album in studio
- 2009 – xx
- 2012 – Coexist
- 2017 – I See You

### Singoli
- 2009 – Crystalised
- 2009 – Basic Space
- 2009 – Islands
- 2010 – VCR
- 2012 – Angels
- 2012 – Chained
- 2013 - Sunset
- 2016 – On Hold
- 2017 – Say Something Loving
- 2017 – I Dare You

### Apparizioni in compilation
- 2009 – Kwesachu Mixtape Vol.1 by Kwes. & Micachu